# Catunaregam oocarpa
Catunaregam oocarpa är en måreväxtart som först beskrevs av Henry Nicholas Ridley, och fick sitt nu gällande namn av Deva D. Tirvengadum. Catunaregam oocarpa ingår i släktet Catunaregam och familjen måreväxter. Inga underarter finns listade i Catalogue of Life.